# Acron
PJSC Acron er en russisk producent af kunstgødning. De har hovedkvarter i Velikij Novgorod.
De første produktionsfaciliteter til fremstilling af kunstgødning blev etableret i 1961 og 1965. Det nuværende selskab blev etableret i 2002.